# Pegunungan Pase
Pegunungan Pase är en bergskedja i Indonesien.   Den ligger i provinsen Aceh, i den västra delen av landet, 1 600 km nordväst om huvudstaden Jakarta.
Pegunungan Pase sträcker sig 43 km i öst-västlig riktning. Den högsta toppen är Gunung Geureudong, 2 864 meter över havet.
Topografiskt ingår följande toppar i Pegunungan Pase:
- Bur Telong
- Burni Telong
- Gunung Batok
- Gunung Bermumu
- Gunung Burtemun
- Gunung Geureudong
- Gunung Kapal
- Gunung Lee Uleer Hon
- Gunung Muda
- Gunung Panjang
- Gunung Panyang
- Gunung Pepanji
- Gunung Singgah Mata
- Gunung Tungkuh Tige
- Gunung Ujeuen
- Gunung Uning Kanis